# Geranium tafiense
Geranium tafiense là một loài thực vật có hoa trong họ Mỏ hạc. Loài này được Aedo & Muñoz Garm. mô tả khoa học đầu tiên năm 1997.